# Дослідницький інститут космосу (Казахстан)
Дослідницький інститут космосу (каз. Ғарыштық зерттеулер институты) — науково-дослідна організація Міністерства освіти і науки Казахстану. Входить до складу Національного центру космічних досліджень та технологій.

## Історія

### Інститут як самостійна організація
Інститут був заснований 12 серпня 1991 року з ініціативи академіка АН Казахської РСР Умірзака Султангазіна. До його складу увійшли відділення математичних питань зондування на відстані, відділення фізики металів та космічного матеріалознавства, центр прийому та обробки космічної інформації та центр геоінформаційних систем. Метою створення інституту стали розробка першої національної космічної програми Казахстану і створення методів та технологій космічного моніторингу та екологічного прогнозування.
Інститут координував усі три казахстанські науково-дослідні програми на борту радянсько-російської орбітальної станції «Мир»: Токтара Аубакірова в 1991 році та Талгата Мусабаєва у 1994 та 1998 роках. План польоту Мусабаєва на МКС в 2001 також розроблявся фахівцями інституту.
Інші напрями науково-дослідних робіт інституту — розробка наукових засад зондування на відстані, космічного моніторингу, геоінформаційних технологій дослідження та управління природно-територіальними комплексами, космічне матеріалознавство та фізика металів. Інститут вважався провідною організацією зі створення екологічних природно-ресурсних систем моніторингу на території Казахстану. Також він займався дослідженням питань екологічної безпеки космодрому Байконур.

### У складі інших організацій
У 2004 році Інститут космічних досліджень разом з Інститутом іоносфери та Астрофізичним інститутом імені В. Г. Фесенкова увійшов до складу Центру астрофізичних досліджень на правах дочірнього державного підприємства.
Постановою Уряду Республіки Казахстан від 22 січня 2008 року № 38 Центр астрофізичних досліджень було перетворено на акціонерне товариство «Національний центр космічних досліджень та технологій».